# Chris Holsten

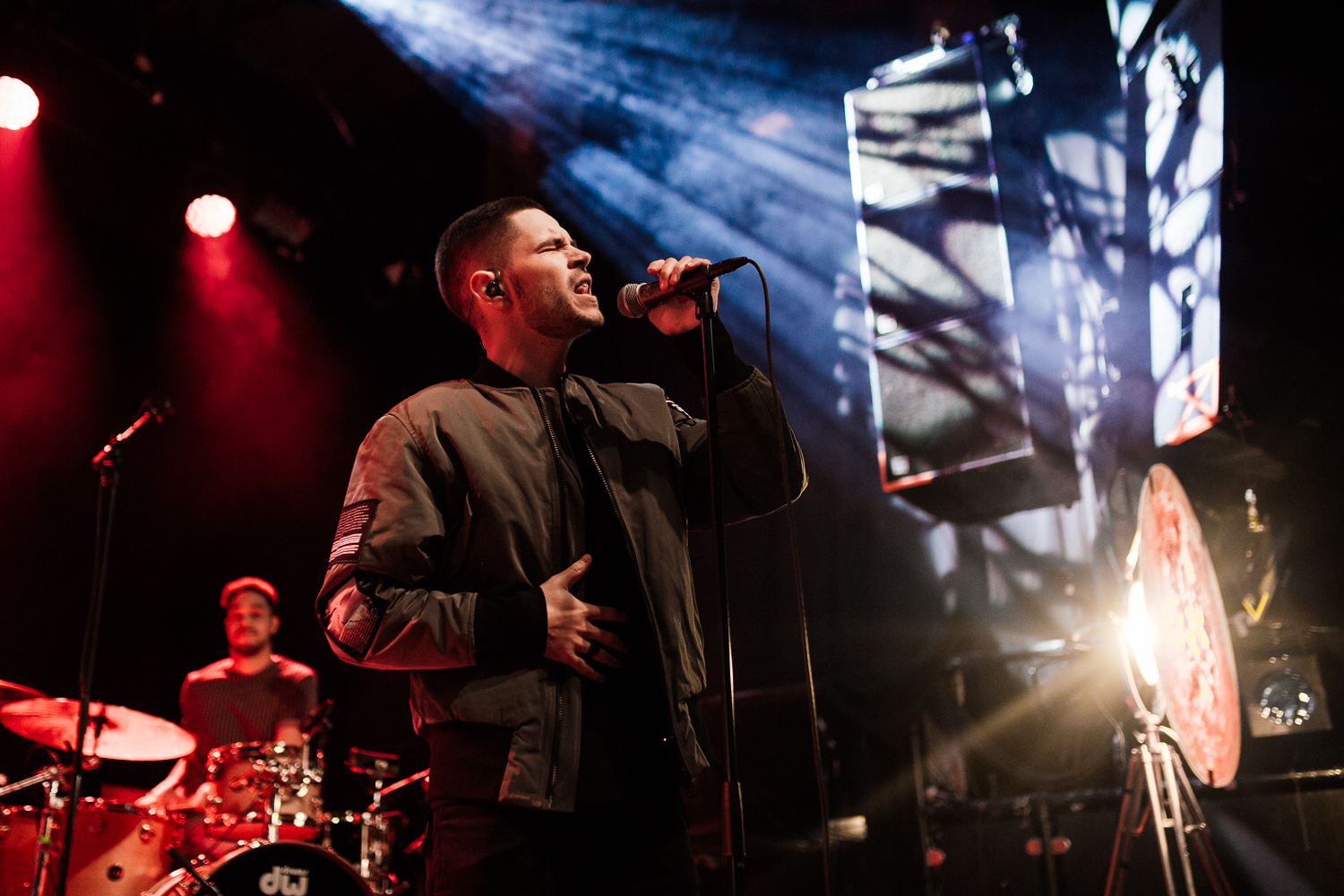
Chris Holsten, 2017

Christoffer „Chris“ Holsten (* 4. Mai 1993) ist ein norwegischer Sänger und Songwriter. Seine größten Erfolge feierte er ab dem Jahr 2020 nach dem Übergang von englischen auf norwegische Liedtexte. Beim norwegischen Musikpreis Spellemannprisen gewann er anschließend zwei Mal in Folge die Auszeichnung in der Kategorie „Lied des Jahres“.

## Leben
Holsten stammt aus Lillestrøm und spielte in seiner Jugend Fußball in der Jugendmannschaft des Lillestrøm Sportsklubb (LSK). Zudem trat er als Jugendlicher in Theaterstücken und Musicals auf, was er jedoch schließlich für das Fußballspielen aufgab. Als Musiker wurde er als 17-Jähriger durch das Internet entdeckt und er erhielt einen Vertrag als Songwriter. Beim 2014 veröffentlichten Lied Rays of Light des DJ-Duos Broiler übernahm er den Gesang. Gemeinsam mit dem Duo trat er bei größeren Veranstaltungen auf. Als Songwriter war er am Lied Happiness beteiligt, mit dem die südkoreanische Band Red Velvet in die südkoreanischen Charts einstieg. Eigene Lieder begann Holsten erst später zu veröffentlichen. Seine Debütsingle Layers kam im Jahr 2015 heraus. Nach seinem Wechsel zu Warner Music wurde im Mai 2016 On My Own, eine Zusammenarbeitet mit Rat City, herausgegeben. Mit der Single konnte Holsten sich erstmals in den norwegischen Charts platzieren. Im Herbst 2018 erreichte er den fünften Platz der beim norwegischen Rundfunk Norsk rikskringkasting (NRK) ausgestrahlten Musikshow Stjernekamp.
Im Jahr 2020 nahm er unter anderem gemeinsam mit Frida Ånnevik an der Musikshow Hver gang vi møtes teil. Mit Ånnevik sang er nach der Show das Lied Hvis verden ein, wobei es sich um ein Cover des Liedes If the World Was Ending von Julia Michaels und JP Saxe handelt. Die Version von Holsten und Ånnevik konnte sich insgesamt 35 Wochen in den norwegischen Charts halten. Beim Musikpreis Spellemannprisen 2020 gewannen die beiden die Auszeichnung in der Kategorie „Lied des Jahres“. Im Jahr 2021 hatte Holsten mit Smilet i ditt eget speil erneut einen größeren norwegischsprachigen Hit. Das Lied konnte sich insgesamt 57 Wochen in den Charts halten. Obwohl es in den offiziellen Wochencharts nie über den fünften Platz hinauskam, belegte das Lied in den Jahrescharts aufgrund des lange anhaltenden Erfolgs den zweiten Platz. Beim Musikpreis P3 Gull gewann er im November 2021 in der Kategorie „Künstler des Jahres“ sowie mit Smilet i ditt eget speil in der Kategorie „Lied des Jahres“. Auch beim Spellemannprisen 2021 erhielt er für Smilet i ditt eget speil die Auszeichnung für das Lied des Jahres.
Holstens Debütalbum Bak en fasade kam im Jahr 2022 heraus. Mit dem Album erreichte er den zweiten Platz der norwegischen Albumcharts. Im September 2023 folgte mit Gå bli lykkelig, du sein zweites Album. Im März 2025 stieg sein Lied Slå hjerte, slå aus dem Jahr 2022 erneut in die norwegischen Charts ein und verbesserte dort seine Bestplatzierung. Der Grund für den neuen Erfolg des Lieds war Holstens Auftritt in der Serie Team Pølsa, in dem er das Lied mit einem der dort mitwirkenden Jugendlichen sang.

## Auszeichnungen
Spellemannprisen
- 2020: „Lied des Jahres“ für Hvis Verden (mit Frida Ånnevik)
- 2021: „Lied des Jahres“ für Smilet i ditt eget speil

P3 Gull
- 2021: „Künstler des Jahres“
- 2021: „Lied des Jahres“ für Smilet i ditt eget speil

## Diskografie

### Alben
| Jahr | Titel               | Höchstplatzierung, Gesamtwochen, AuszeichnungChartsChartplatzierungen (Jahr, Titel, Platzierungen, Wochen, Auszeichnungen, Anmerkungen) | Anmerkungen                              |
| Jahr | Titel               | NO | Anmerkungen                              |
| ---- | ------------------- | --- | ---------------------------------------- |
| 2022 | Bak en fasade       | NO2 ×3Dreifachplatin · (… Wo.)NO | Erstveröffentlichung: 21. Januar 2022    |
| 2023 | Gå bli lykkelig, du | NO3 Gold · (9 Wo.)NO | Erstveröffentlichung: 22. September 2023 |

### EPs
- 2020: Cold Hearts
- 2021: Bak en fasade (del 1) (NO: Platin)

### Singles
| Jahr | Titel Album                            | Höchstplatzierung, Gesamtwochen, AuszeichnungChartplatzierungen (Jahr, Titel, Album, Platzierungen, Wochen, Auszeichnungen, Anmerkungen) | Höchstplatzierung, Gesamtwochen, AuszeichnungChartplatzierungen (Jahr, Titel, Album, Platzierungen, Wochen, Auszeichnungen, Anmerkungen) | Anmerkungen                                               |
| Jahr | Titel Album                            | NO | SE | Anmerkungen                                               |
| ---- | -------------------------------------- | --- | --- | --------------------------------------------------------- |
| 2016 | On My Own –                            | NO40 Platin · (1 Wo.)NO | — | Erstveröffentlichung: 6. Mai 2016 mit Rat City            |
| 2017 | Mexico –                               | NO34 Gold · (2 Wo.)NO | — | Erstveröffentlichung: 2. Juni 2017                        |
| 2020 | Hvis verden –                          | NO10 ×2Doppelplatin · (35 Wo.)NO | — | Erstveröffentlichung: 15. Mai 2020 mit Frida Ånnevik      |
| 2021 | Smilet i ditt eget speil Bak en fasade | NO5 Platin · (58 Wo.)NO | — | Erstveröffentlichung: 12. März 2021                       |
| 2021 | Bare når det regner Bak en fasade      | NO9 (23 Wo.)NO | — | Erstveröffentlichung: 18. Juni 2021                       |
| 2021 | Bak en fasade                          | NO13 (7 Wo.)NO | — |                                                           |
| 2022 | Høyt over havet Bak en fasade          | NO7 (4 Wo.)NO | — | Erstveröffentlichung: 21. Januar 2022                     |
| 2022 | Slå hjerte, slå Bak en fasade          | NO4 (… Wo.)NO | — |                                                           |
| 2022 | For evig Bak en fasade                 | NO27 (1 Wo.)NO | — | Erstveröffentlichung: 21. Oktober 2022                    |
| 2023 | Rekk opp hånda Gå bli lykkelig, du     | NO38 (1 Wo.)NO | — | Erstveröffentlichung: 12. Mai 2023                        |
| 2023 | Tre sekunder Gå bli lykkelig, du       | NO35 (1 Wo.)NO | — | Erstveröffentlichung: 18. August 2023                     |
| 2023 | Gå bli lykkelig, du                    | NO20 (2 Wo.)NO | — |                                                           |
| 2024 | Unnskyld, förlåt –                     | — | SE81 (1 Wo.)SE | Erstveröffentlichung: 5. Januar 2024 mit Thomas Stenström |

Weitere Singles mit Auszeichnung
- 2014: Rays of Light (Broiler feat. Chris Holsten, NO: ×3Dreifachplatin )
- 2018: Love Like This (NO: Gold)
- 2020: Wish I Never Met You (NO: Gold)